# Kokriek
Kokriek (ros. Кокрек) – wieś w Rosji, w Dagestanie, w rejonie chasawiurckim. W 2010 liczyła 4807 mieszkańców, głównie Awarów.

## Urodzeni
- Ibragim Saidow - zapaśnik.